# Tortello fior di verza
Il tortello fior di verza è un primo piatto tradizionale della cucina mantovana, tipico del territorio di Casaloldo, che ha acquisito dal 2017 lo stato di "De.C.O." (Denominazione comunale d'origine).

## Ingredienti e preparazione
L'impasto, composto da verza, salsiccia mantovana, ricotta, uova, vino bianco secco, pangrattato, Grana Padano, pepe e sale, viene amalgamato e sistemato sulla sfoglia e farcita col ripieno, ripiegata e rifinita manualmente, ottenendo così per ogni tortello una caratteristica forma a mezzaluna. Sistemati su vassoi, vengono quindi lessati in acqua bollente e conditi con una salsa di rape rosse.